# Теано (муніципалітет)
Теано (італ. Teano) — муніципалітет в Італії, у регіоні Кампанія,  провінція Казерта.
Теано розташоване на відстані близько 150 км на південний схід від Рима, 50 км на північ від Неаполя, 31 км на північний захід від Казерти.
Населення — 12 598 осіб (2014).

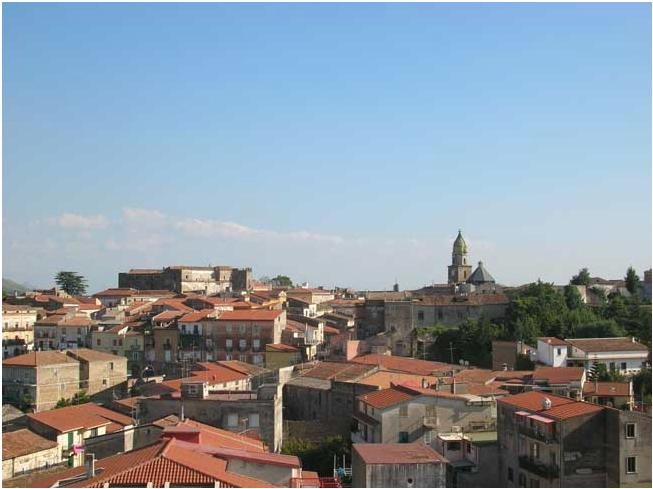

Щорічний фестиваль відбувається 5 серпня. Покровитель — San Paride.

## Демографія
Населення за роками:

Станом на 1 січня 2023 року в муніципалітеті офіційно проживало 336 іноземців з 38 країн, серед них 131 громадянин країн Євросоюзу та 60 громадян України.

## Клімат
| TEANO            | Місяці | Місяці | Місяці | Місяці | Місяці | Місяці | Місяці | Місяці | Місяці | Місяці | Місяці | Місяці | Пора | Пора | Пора | Пора | Рік  |
| TEANO            | Січ    | Лют    | Бер    | Кві    | Тра    | Чер    | Лип    | Сер    | Вер    | Жов    | Лис    | Гру    | Зим  | Вес  | Літ  | Осі  | Рік  |
| ---------------- | ------ | ------ | ------ | ------ | ------ | ------ | ------ | ------ | ------ | ------ | ------ | ------ | ---- | ---- | ---- | ---- | ---- |
| Темп. макс. (°C) | 10.5   | 11.3   | 13.9   | 17.3   | 21.7   | 26.3   | 29.2   | 28.8   | 25.6   | 20.7   | 15.4   | 12.5   | 11.4 | 17.6 | 28.1 | 20.6 | 19.4 |
| Темп. мін. (°C)  | 4.3    | 4.7    | 6.5    | 9.4    | 12.7   | 16.6   | 18.8   | 18.7   | 16.5   | 12.8   | 9.0    | 6.5    | 5.2  | 9.5  | 18   | 12.8 | 11.4 |

## Сусідні муніципалітети
- Каянелло
- Кальві-Різорта
- Каринола
- Франколізе
- Ріардо
- Роккамонфіна
- Роккетта-е-Кроче
- Сесса-Аурунка
- Вайрано-Патенора